# Mehakelegnaw (zone)

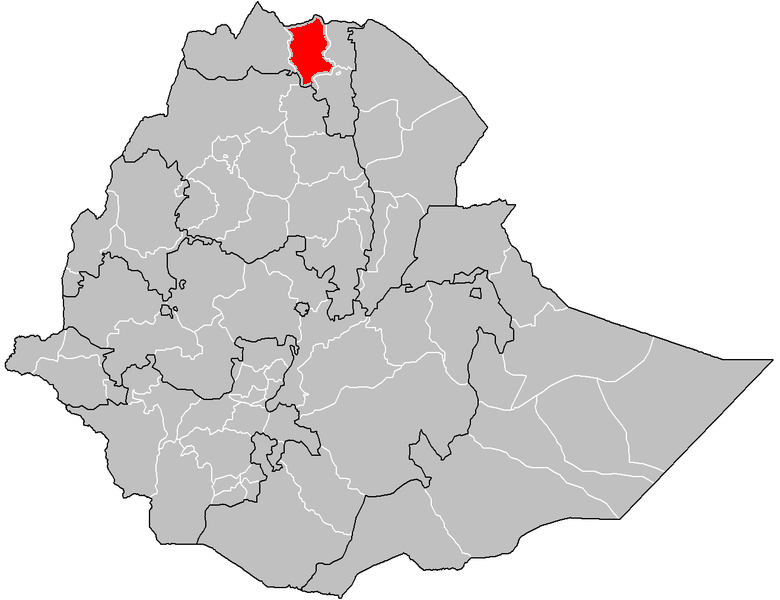
Cartographie de la zone Mehakelegnaw

La zone Mehakelegnaw (Centre) est l'une des 5 zones de la région du Tigré en Éthiopie. 

## Woredas
La zone est composée de 10 woredas:
- Abergele
- Adwa
- Degua Tembien
- Enticho
- Kola Tembien
- La'ilay Maychew
- Mereb Lehe
- Naeder Adet
- Tahtay Maychew
- Werie Lehe